# La Chispa
La Chispa är en ort i kommunen San José del Rincón i delstaten Mexiko i Mexiko. Samhället hade 665 invånare vid folkräkningen 2020.